# تیم ویسه
تیم ویسه (به آلمانی: Tim Wiese) (زاده ۱۷ دسامبر ۱۹۸۱) بازیکن فوتبال اهل کشور آلمان است.
وی سابقه ۶ بازی ملی برای تیم ملی فوتبال آلمان در کارنامه دارد، همچنین پست تخصصی او دروازه‌بان است.
در ۲۴ سپتامبر ۲۰۱۴، ویسه عنوان کرد که پیشنهادی از دبلیودبلیوئی مبنی بر پیوستن او به بخش اِن‌اِکس‌تی دریافت کرده‌است. وی سابقه بازی برایکایزرسلاترن و وردربرمن و هوفنهایم را دارد.